# Les Casiques (Crevillent)
Les Casiques (Las Casicas en castellà), és una caseria i pedania del sud del terme de Crevillent (Baix Vinalopó) al sud-oest de Sant Felip Neri i entre els nuclis de Catral i Sant Isidre, amb 90 habitants (2006). Situat al sector de les Pies Fundacions, com a Sant Felip Neri, la llengua de la gent d'este caseriu, és el castellà. El 2009 tenia 81 habitants.